# 沙里院市
座標: 北緯38度30分14秒 東経125度45分32秒 / 北緯38.50389度 東経125.75889度
沙里院市（サリウォンし）は、朝鮮民主主義人民共和国の黄海北道の西部にある都市で、同道の道都。朝鮮第二の平野である載寧平野の中心である。無煙炭などの資源が豊富で、工業都市でもある。面積推定58km2、人口推定302,679人（1991年）。

## 地理
黄海北道の西部に位置する。北と東を鳳山郡に囲まれ、南で銀波郡と接する。西には載寧江を隔てて黄海南道載寧郡がある。

### 地勢
海抜500m以下の低い山と平野が広がる。北部には漢鉄山（ハンチョルサン / 한철산、458m）、発陽山（パリャンサン / 발양산、440m）、南部には嵋峨山（ミアサン / 미아산、125m）、市の中央に景岩山（キョンアムサン / 경암산、139m）がある。
市域の西部には大同江の支流・載寧江（チェリョンガン / 재령강）が流れている。市内には漢鉄山・発陽山に源を発する正方川（チョンバンチョン / 정방천）、桑梅川（상매천）が流れている。市内には、瑞興江（ソフンガン / 서흥강）を堰きとめて建設された運河が流れており、載寧江とを結んでいる。市の中央部・景岩山の麓に景岩湖がある。

### 地質
基盤岩は石灰岩・粘板岩・頁岩・石英斑岩。土壌は褐色森林土が大部分を占める。地下資源としては褐炭がある。山林が市面積の21％を占め、アカマツ・ナラ・アカシア・ネズなどが育っている。

### 気候
年平均気温は10.1℃内外。1月の平均気温は-6.8℃内外、8月の平均気温は24.0℃内外。年平均降水量は924.4mm程度である。

## 行政区画
31洞・9里を管轄する。
| - 景岩洞（キョンアムドン） - 広成洞（クァンソンドン） - 駒泉一洞（クチョニルトン） - 駒泉二洞（クチョニドン） - 駒泉三洞（クチョンサムドン） - 駒泉四洞（クチョンサドン） - 大城洞（テソンドン） - 桃林洞（トリムドン） - 東一洞（トンイルトン） - 東二洞（トンイドン） - 万金洞（マンクムドン） - 北一洞（プギルトン） - 北二洞（プギドン） - 北三洞（プクサムドン） - 北四洞（プクサドン） - 産業洞（サノプトン） - 桑梅一洞（サンメイルトン） - 桑梅二洞（サンメイドン） - 上下洞（サンハドン） - 西里洞（ソリドン） | - 城門洞（ソンムンドン） - 新陽洞（シニャンドン） - 新昌洞（シンチャンドン） - 新興一洞（シヌンイルトン） - 新興二洞（シヌンイドン） - 御水洞（オスドン） - 運河一洞（ウナイルトン） - 運河二洞（ウナイドン） - 原州洞（ウォンジュドン） - 銀ビョル洞（ウンビョルトン） - 鉄山洞（チョルサンドン） - 九龍里（クリョンニ） - 大龍里（テリョンニ） - 文峴里（ムニョンニ） - 嵋谷里（ミゴンニ） - 鳳儀里（ポンイリ） - 蝉井里（ソンジョンニ） - 城山里（ソンサンニ） - 正方里（チョンバンニ） - 海西里（ヘソリ） |

## 歴史

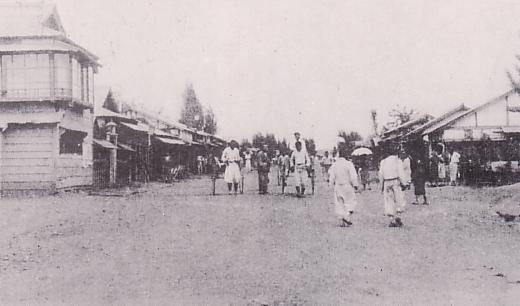
日本統治下の沙里院

朝鮮王朝時代には黄海道鳳山郡の一部で、京義街道に沿って発達した集落である。もともとは沙里（サリ / 사리）という地名であった。朝鮮王朝時代に公認の旅舎が所在する土地を院と称するようになったため、沙里院あるいは沙里院坊（サリウォンバン / 사리원방）と呼ばれるようになった。
日露戦争中の1905年3月、軍用鉄道として京義線（現：平釜線）が開通し、1908年4月に沙里院駅が開業すると、都市の機能と役割は大きくなった。1910年に黄海道鳳山郡の郡庁が沙里院に移転した。1920年12月には載寧へ向かう長淵線が開通し、長淵線から分岐する西鮮殖産鉄道によって港湾都市である道都海州と結ばれるようになると（沙里院-海州を一路線としたものが現在の黄海青年線）、交通・産業の中心地としてさらに発展することになった。
行政区画としては、1921年に沙里院面が新設され、1931年に邑に昇格した。1945年8月の解放当時は12里からなっていた。
第二次世界大戦後の1947年、沙里院市となった。1954年10月に黄海北道が新設されると、道所在地（道都）となった。
沙里院強制収容所が、この都市に所在する。

### 年表
この節の出典
- 1912年12月 - 鳳山郡の郡庁が沙院面に置かれる。
- 1917年 - 鳳山郡万泉面・霊泉面の各一部が沙院面に編入。
- 1921年 - 鳳山郡沙院面が沙里院面に改称。
- 1923年4月 - 鳳山郡万泉面・霊泉面の各一部が沙里院面に編入。
- 1931年4月1日 - 鳳山郡沙里院面が沙里院邑に昇格。
- 1945年 - 沙里院邑が沙里院面に降格。
- 1947年6月 - 鳳山郡沙里院面が、沙里院市に昇格。
- 1952年12月 - 郡面里統廃合により、黄海道沙里院市の大部分（新昌里を除く）をもって、沙里院市を設置。沙里院市に以下の里が成立。(10里)
  - 東里・西里・上下里・桑梅里・原州里・駒泉里・新陽里・景岩里・大城里・北里
- 1953年12月 (12里)
  - 鳳山郡嵋谷里の一部が景岩里に編入。
  - 鳳山郡九龍里・万金里、銀波郡妙松里の各一部が上下里に編入。
  - 鳳山郡万金里・九龍里、銀波郡妙松里の各一部が合併し、広成里が発足。
  - 鳳山郡九龍里・万金里、銀波郡妙松里の各一部が合併し、九龍里が発足。
- 1954年10月 - 黄海道の分割により、黄海北道沙里院市となる。(12里)
- 1955年 (12洞7里)
  - 駒泉里が分割され、駒泉一洞・駒泉二洞が発足。
  - 東里が分割され、東一洞・東二洞・東三洞が発足。
  - 北里が分割され、北一洞・北二洞・北三洞・北四洞が発足。
  - 西里が分割され、西一洞・西二洞が発足。
  - 景岩里が景岩洞に昇格。
- 1956年9月 - 桑梅里が分割され、烏江里・鉄山洞・桑梅洞が発足。(14洞7里)
- 1957年6月 (11洞7里)
  - 北三洞の一部が北一洞に編入。
  - 北三洞の残部および西一洞・東二洞の各一部が北二洞に編入。
  - 東三洞および東一洞の一部が東二洞に編入。
  - 北一洞の一部が東一洞に編入。
  - 西二洞および北二洞の一部・西一洞の残部が合併し、西里洞が発足。
- 1959年2月 - 新陽里が新陽洞に昇格。(12洞6里)
- 1961年3月 (17洞4里)
  - 烏江里・桑梅洞の各一部が駒泉一洞に編入。
  - 駒泉二洞の一部が東二洞・新陽洞に分割編入。
  - 上下里の一部が西里洞・北二洞に分割編入。
  - 西里洞の一部が上下里に編入。
  - 大城里の一部が広成里に編入。
  - 駒泉一洞・九龍里・烏江里の各一部が合併し、駒泉三洞が発足。
  - 新陽洞・九龍里の各一部が合併し、運河洞が発足。
  - 烏江里の残部・桑梅洞の一部が合併し、新興洞が発足。
  - 景岩洞および上下里の一部が合併し、景岩里が発足。
  - 上下里が上下洞に昇格。
  - 大城里が大城洞に昇格。
  - 原州里が原州洞に昇格。
  - 鳳山郡松山里・桃林里の各一部が合併し、桃林里が発足。
- 1965年1月 (22洞4里)
  - 運河洞の一部が分立し、運河二洞が発足。
  - 駒泉二洞の一部・運河洞の残部が合併し、運河一洞が発足。
  - 桑梅洞が分割され、桑梅一洞・桑梅二洞が発足。
  - 北四洞・北一洞の各一部が合併し、北三洞が発足。
  - 駒泉三洞の一部が分立し、産業洞が発足。
  - 駒泉一洞の一部が分立し、駒泉四洞が発足。
- 1973年3月 - 鳳山郡嵋谷里・万金里・御水労働者区を編入。(22洞1労働者区6里)
- 1974年1月 - 御水労働者区が御水洞に昇格。(23洞6里)
- 1981年6月 (26洞5里)
  - 景岩里が景岩洞に昇格。
  - 広成里が広成洞に昇格。
  - 桃林里が桃林洞に昇格。
  - 鳳山郡海西里・新昌里を編入。
- 1986年10月 - 鳳山郡蝉井里・鳳儀里・大龍里・文峴里・正方里を編入。(26洞10里)
- 1990年12月 - 燕灘郡城山里を編入。(26洞11里)
- 1991年9月 (31洞9里)
  - 新興洞の一部が分立し、新興二洞が発足。
  - 新昌里・駒泉四洞の各一部、新興洞の残部が合併し、新興一洞が発足。
  - 広成洞・原州洞・正方里の各一部が合併し、城門洞が発足。
  - 北四洞の一部が分立し、銀ビョル洞が発足。
  - 原州洞の一部が鉄山洞に編入。
  - 景岩洞の一部が上下洞に編入。
  - 新昌里の一部が産業洞に編入。
  - 桑梅一洞の一部が駒泉四洞に編入。
  - 万金里が万金洞に昇格。
  - 新昌里が新昌洞に昇格。
- 1999年6月20日 - 沙里院市無軌道電車（トロリーバス）第1段階工事完工と労働新聞が報道[8]。

## 社会

### 産業

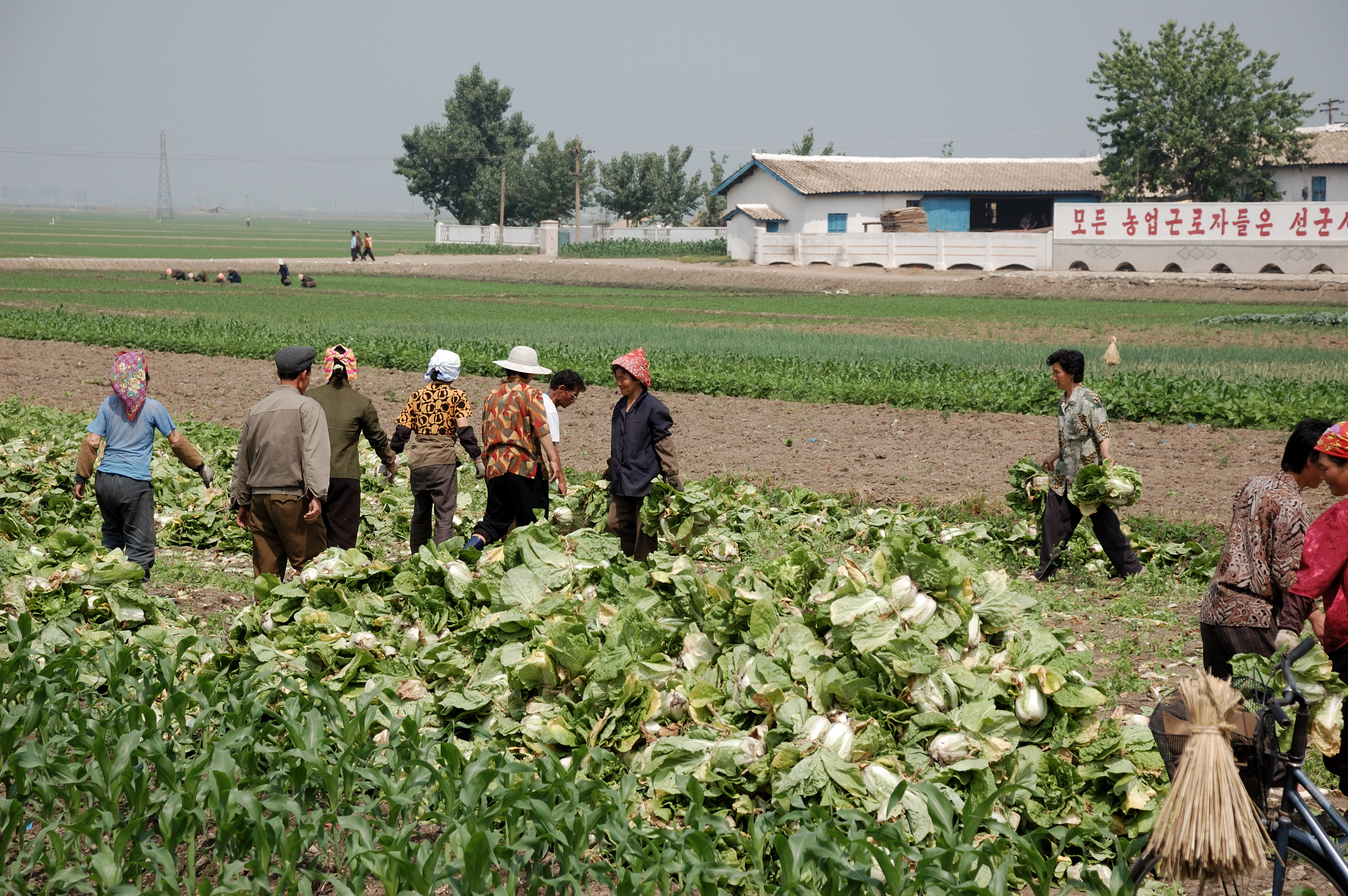
嵋谷（ミゴク）協同農場

代表的な工業都市であり、現代的な産業施設がある。沙里院紡織工場をはじめとする織物・被服工場、沙里院総合機械工場・大城（대성）機械工場のほか、精密機械・自動車修理・トラクター修理・鋳物・電器・テレビ組み立て・鉱山機械・タイヤ・圧延・セメント・ゴムなどの各種工場がある。
近郊農業が発達している。小規模な耕地にイネ・コムギ・オオムギが栽培されており、野菜の生産が活発である。「勝利ブドウ」（승리포도）は1958年から栽培されたといわれ、セリとともに当地の特産物である。また、勝利ブドウで醸造したワインでも知られている。

### 教育
以下の大学がある。
- 姜健大学

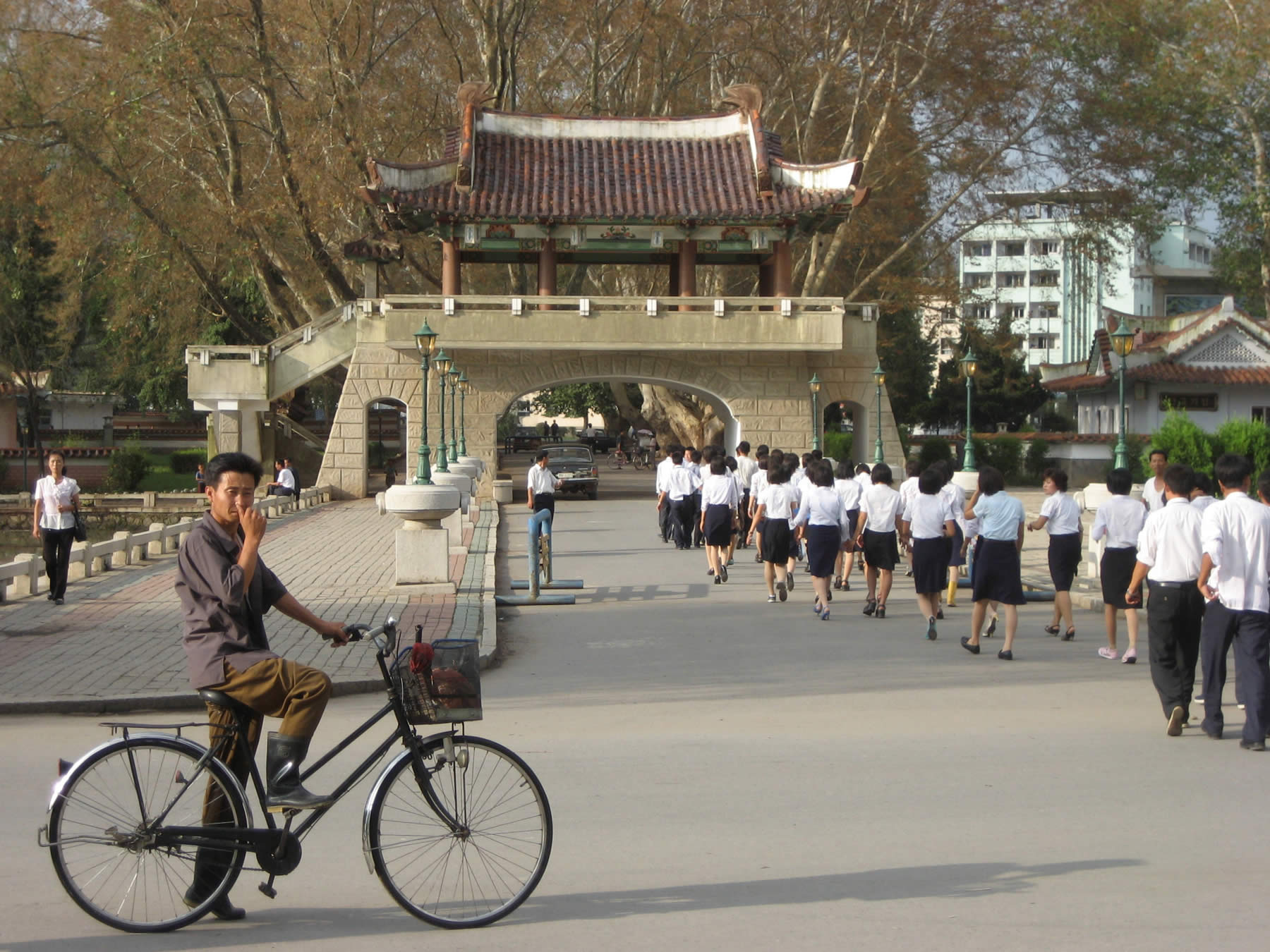
市内の公園

- 李桂荀大学（리계순대학、旧称：沙里院第一師範大学。李桂荀沙里院第一師範大学とも[10]）
- 沙里院大学（旧称：沙里院第二師範大学）
- 沙里院教員大学
- 健康大学（旧称：沙里院医学大学）
- 桂応祥大学（旧称：沙里院農業大学）
- 沙里院共産大学
- 沙里院東薬単科大学（沙里院高麗薬学大学とも[10]）
- 沙里院探査単科大学（沙里院地質大学とも[10]）
- 沙里院電子自動化専門学校（沙里院電子自動化単科大学、沙里院工業大学とも[10]）

このほか、上下（상하）・恩徳（은덕）・銀河（은하）・駒泉（구천）の高等中学校が知られている。そのほか、託児所・幼稚園・群衆文化会館・映画館・図書館などがある。

## 交通
平壌と開城を結ぶ交通の要衝である。

### 鉄道
- 平釜線
  - 正方里駅 - 沙里院青年駅 - 東沙里院駅
- 黄海青年線
  - 沙里院青年駅

市内交通としては1999年に1期区間が完成した沙里院市無軌道電車（トロリーバス）が存在するが、電力不足により2000年代初頭時点では運休中とされている。

### 道路
- 平壌-開城高速道路

### 水路
載寧江と運河が連結されており、松林市・南浦市・平壌市へは水上交通が便利である。

## 文化・観光・施設
- 景岩山

沙里院市内にある唯一の山。山全体が公園になっている。景岩山の麓には景岩楼がある。景岩楼は李氏朝鮮時代の1436年に建てられた楼亭で、1817年に鳳山郡から現在の位置に移設された。景岩楼周辺は市民公園として整備されており、桑梅山公園とともに沙里院市の名所となっている。
- 正方山

沙里院市から北へ8kmの地点にある名所。険しい山勢を持ち、峰の頂を結ぶとちょうど正方形を成すことからこの名がある。
- 正方山城

正方山の中腹にある。高麗時代に築かれ、1632年～1635年に修築された。山城には4つの城門がある。このうち最大のものは17世紀に修築された南門である。
- 成仏寺（ソンプルサ / 성불사）

正方山城にある寺。新羅末期の898年に、道銑国師によって創建した成仏寺がある。幾度も修復されている。
- 吉星浦野外プール（キルソンポやがいぷーる）

## 教育施設
- 沙里院第一中学校

## 姉妹都市
- ラホール（パキスタン） - 1988年
- セーケシュフェヘールヴァール（ハンガリー）

## 出身者
- ユ・ヒョンモク - 韓国の映画監督、1925年沙里院生まれ
- 三留理男 - 報道写真家、1938年沙里院生まれ

## 註
1. ↑  日本統治時代の地図帳（『増訂改版新選詳図　帝国之部』、帝国書院、1934年）において「沙里院」には「シャリイン」と読みが振られている。また「沙里院」駅は「しゃりいん」駅と読まれていた（『日本鉄道旅行地図帳　朝鮮・台湾』、新潮社、2009年）。
2. ↑  『朝鮮を知る事典』（平凡社、1996年）では「さりいん」を見出しに立項されている。
3. ↑  面積は『グローバル世界大百科事典』所載の数値。『斗山世界大百科事典』は187.91km2の数字を挙げる。
4. ↑  人口は『グローバル世界大百科事典』所載の数値。算出機関不明。
5. ↑  『日本鉄道旅行地図帳　朝鮮・台湾』（新潮社、2009年）所収の「駅名一覧」
6. ↑  『日本鉄道旅行地図帳　朝鮮・台湾』（新潮社、2009年）による。西鮮殖産鉄道は1923年に朝鮮鉄道黄海線、1944年に朝鮮総督府鉄道沙海線となる
7. ↑  황해북도 사리원시 역사
8. 1 2  アジア経済研究所編（2024）：アジア動向年報 1990 - 1999 朝鮮民主主義人民共和国編
9. ↑  グローバル世界大百科事典「沙里院市」の記述をもとにする。
10. 1 2 3 4  『斗山世界大百科事典』による
11. ↑  国分隼人（2007）：将軍様の鉄道 北朝鮮鉄道事情、p.123